# Stelio Fiorenza
Stelio Fiorenza (* 18. Mai 1945 in Rom; † 28. November 2006 ebenda) war ein italienischer Filmregisseur und Drehbuchautor.

## Leben
Fiorenza, dessen Vater schon kinobegeistert war, engagierte sich in Filmklubs und arbeitete für den Vertrieb von Kulturfilmen. In den 1970er Jahren war er in verschiedenen Funktionen u. a. für Roberto Rossellini tätig, später für Mario Gariazzo und Beppe Cino als Regieassistent. Sein Spielfilmdebüt La parola segreta kam zur tiefen Krisenzeit des italienischen Kinos auf den Markt, wo er nur bei einigen Festivals gezeigt wurde. Fiorenzas folgende Filme, mit der Ausnahme von Dark Bar, den er mit Stanley Florency zeichnete, waren von kurzer Spieldauer, bevor er sich dem Industriefilm zuwandte.

## Filmografie (Auswahl)
- 1986: La parola segreta
- 1989: Dark Bar